# Darko Radovanović
Darko Radovanović (en cirílico, Дарко Радовановић}}; 21 de septiembre de 1975 – 11 de junio de 2011) fue un cantante serbia muy popular en su país y en otras exrepúblicas yugoslavas. Grabó duetos con Ivana Selakov "Ako je do mene" que fue un gran éxito en 2009. Sus grandes éxitos fueron "Da mi je", "Ako je do mene", "Sanjam te", "Dukat", "Vreme da se rastaje" y "E moja ti".
Murió el 11 de junio de 2011, junto con su gerente, Aleksandar Milošević, en un accidente de tráfico en la circunvalación alrededor de Belgrado, cerca del pueblo de Dobanovci. Fue enterrado el cementerio de Sremska Mitrovica el 14 de junio.

## Discografía
- Darko Radovanović (2005)
- Dosije (2007)
- Dukat (2010)